# Lode (stacja kolejowa)
Lode – stacja kolejowa w miejscowości Liepa, w gminie Kieś, na Łotwie. Położona jest na linii Ryga - Valga.

## Historia
Mijanka Lode (ros. Лоде) powstała w 1889 wraz z uruchomieniem Kolei Pskowsko-Ryskiej. Później (przed 1920) została stacją kolejową. Przez krótki okres stacja nosiła nazwę Liepa, ale w 1921 powrócono do poprzedniej nazwy.